# Спикизи
Спики́зи (англ. Speakeasy), или blind pig, blind tiger — нелегальные питейные заведения или клубы, в которых подавались крепкие алкогольные напитки во времена сухого закона (1920—1933) в США.

## История
В 1920—1933 годах продажа алкогольных напитков в США была официально под запретом, а в некоторых штатах антиалкогольное законодательство было введено ещё раньше. Первым штатом, введшим «сухой закон» в действие, был Канзас (в 1881 году). Бары, где в нарушение закона подавали алкоголь, назывались «спикизи» (англ. speak easy — «говорить негромко»). Спикизи в то время представляли одну из немногих возможностей обойти сухой закон. Впрочем, зачастую для торговли подпольным алкоголем использовались не только бары или рюмочные, но и любые другие заведения торговли и сферы услуг, вплоть до похоронных контор. Только в 1920-е годы в Чикаго было выявлено около 10 тыс. заведений по торговле алкоголем, 15 тыс. — в Детройте, количество подобных мест в Нью-Йорке оценивалось от 30 до 100 тыс.
В 1920-х — начале 1930-х годов подавляющее большинство «спикизи» контролировались различными гангстерскими группами и мафией, извлекавшими из торговли алкогольными напитками гигантские прибыли. На подобных доходах «поднялись» в годы «сухого закона» такие известные гангстеры, как Аль Капоне, Голландец Шульц, Джордж Моран и другие. В связи с необычайно высокой доходностью торговли спиртным и отсутствием государственного контроля за продукцией клиентам продавался некачественный алкоголь с высоким содержанием сивушных масел, а качественные алкогольные напитки, ввозимые в качестве контрабанды из-за границы, умышленно разбавлялись.
Во избежание неприятностей с полицией обычно разрешалось заходить в спикизи только постоянным клиентам или членам клуба, которые могли приводить с собой друзей. Кроме того, хозяева заведения часто имели в полиции оплачиваемых осведомителей, помогавших избежать полицейских облав и неожиданных проверок. Криминальные и комические ситуации, возникавшие вокруг и в спикизи, многократно обыграны как в американской детективной литературе (в том числе, такими мастерами, как Дешил Хэммет и Раймонд Чандлер), так и в кино — особенно в жанре нуар 1940—1950-х годов. Например, фильм «В джазе только девушки» начинается сценой облавы в подобном заведении.